# Sean Burns (cầu thủ bóng đá)
Sean Burns (sinh ngày 6 tháng 10 năm 1991 ở Rutherglen) là một cầu thủ bóng đá người Scotland hiện tại thi đấu cho Queen's Park.

## Sự nghiệp
Burns bắt đầu sự nghiệp tại St Mirren, ra mắt cho câu lạc bộ trong trận đấu trên sân nhà trước Falkirk vào ngày 14 tháng 2 năm 2009. Burns thay cho Dennis Wyness từ phút thứ 72 trong trận hòa 2–2.